# Zgrupowanie (ekologia)
Zgrupowanie – w ekologii określenie zbiorowiska zwierząt, część biocenozy. Ze względu na fakt, że w zoocenologii nie wypracowano jeszcze jasnych jednostek syntaksonomicznych, termin zbiorowisko używane jest w fitosocjologii, natomiast zgrupowanie w zoocenologii. Termin "zgrupowanie" zamiast "zbiorowisko" ma podkreślić arbitralność wyróżnionego zgrupowania.
Zgrupowanie to zbiorowisko zwierząt występujących w jednym siedlisku na tym samym terenie, np. zgrupowanie owadów wodnych litoralu jeziornego, zgrupowanie chruścików elodeidów (zasiedlających elodeidy), zgrupowanie chrząszczy próchnowiska w dziuplach; lub zwierząt występujących w określonym okresie, np. zgrupowanie wiosenne. Najczęściej zgrupowanie odnosi się do organizmów jednej grupy systematycznej. Jest to podejście wynikające z praktyki badawczej (dany specjalista zajmuje się jedną grupą zwierząt a nie całą biocenozą) a nie teorii ekologicznej.
Zgodnie z poglądem K. Petrusewicza (1936), zgrupowaniem jest każda z dowolnego ekologicznego punktu widzenia obrana grupa zwierząt. Zespół natomiast jest zgrupowaniem, którego komponenci są powiązani zależnościami biocenotycznymi. Jest on zgrupowaniem zamkniętym, w którym występuje konkurencja o określone czynniki środowiska.
Zespół powinien wobec tego odznaczyć się następującymi cechami:
- częściową zbieżnością nisz ekologicznych wchodzących w skład jego gatunków,
- regulacja ilościową,
- charakterystyczną strukturą ilościową, tzn. występowaniem gatunków dominujących, pomocniczych (influentnych) i towarzyszących (akcesorycznych)[1].